# Atletismo nos Jogos Olímpicos de Verão de 2024
As competições de atletismo nos Jogos Olímpicos de Verão de 2024 em Paris, França, decorreram durante um período de dez dias, entre 1 a 11 de agosto de 2024, em quatro locais diferentes: Praça do Trocadéro para a marcha atlética, Hôtel de Ville e Les Invalides para os pontos inicial e final da maratona e Stade de France para os eventos de campo e pista. Um total de 48 eventos de medalhas, sendo 23 masculinos, 23 femininos e dois mistos foram realizados com a participação de mais de 1900 competidores.
Semelhante à edição anterior, a competição contou com um número idêntico de eventos de medalhas para homens e mulheres, com pequenas alterações significativas na programação. A maratona de marcha atlética por equipes mistas em um percurso de 35 quilômetros foi disputada pela primeira vez nestes Jogos, substituindo a prova masculina de 50 quilômetros na busca pela igualdade de gênero.
Outra mudança significativa no programa foi a introdução de uma fase de repescagem em todas as provas individuais de pista de 200 a 1500 metros e nas provas com barreiras (110 m masculino, 100 m feminino e 400 m para ambos), dando aos corredores uma segunda chance de entrar na fase semifinal. Este formato substituiu o antigo sistema de atletas que avançavam pelos tempos gerais mais rápidos (q), além daqueles que se classificam diretamente nas baterias da primeira fase (Q).

## Locais
Os eventos de atletismo foram realizados no Stade de France, com a marcha atlética disputada num percurso na Pont d'Iéna. As corridas de maratona se iniciaram no Hôtel de Ville (prefeitura) e terminam em Les Invalides, levando os corredores a atravessarem muitos dos locais mais emblemáticos da cidade e instalações olímpicas ao longo do percurso. Estes locais incluem a Opéra Garnier, Place Vendôme, Jardins das Tulherias, Pirâmides do Louvre, Praça da Concórdia, Grand Palais, Jardins do Trocadero, Palácio de Versalhes, e uma das sete maravilhas do mundo moderno, a Torre Eiffel; além de outros locais.

## Qualificação
Eventos individuais
No final da temporada de 2022, a World Athletics estabeleceu um sistema de qualificação para as competições de atletismo nos Jogos Olímpicos de 2024. Semelhantemente a edição anterior, o sistema de qualificação foi definido por uma via dupla, onde a metade inicial da quota total (cerca de cinquenta por cento) foi distribuída aos atletas através de critérios de entrada aprovados pelo Conselho Mundial de Atletismo, cabendo o restante ao ranking mundial dentro do período de qualificação. Cada Comitê Olímpico Nacional (CON) poderia inscrever no máximo três atletas para cada evento individual. O período de qualificação para todos os eventos de atletismo (exceto os 10000 metros, heptatlo e decatlo) foi de 1 de julho de 2023 a 30 de junho de 2024.
Equipes de revezamento
Cada evento de revezamento apresentou dezesseis equipes de seus respectivos CONs, compostas pelos seguintes:
- As quatorze melhores equipes com base em seus resultados alcançados no Mundial de Revezamento de 2024 em Nassau, nas Bahamas;[9]
- As duas melhores equipes fora da qualificação principal de acordo com o ranking da World Athletics para revezamentos dentro do período de qualificação (31 de dezembro de 2022 a 30 de junho de 2024).[10]

Equipas mistas de marcha atlética
A prova de marcha atlética por equipas mistas, com uma distância de 35 quilômetros, contou com vinte e cinco pares dos respetivos CONs, compostos da seguinte forma:
- As dezesseis melhores equipes com base em seus resultados alcançados no Campeonato Mundial de Marcha Atlética por Equipes de 2024;[9]
- As nove melhores equipes fora da qualificação principal através do ranking de marcha atlética da World Athletics com base nas pontuações agregadas de um atleta masculino e feminino no período de qualificação (31 de dezembro de 2022 a 30 de junho de 2024).[10]

10 000 metros, maratona, marcha atlética e eventos combinados
O período de qualificação aos 10000 metros, eventos combinados (decatlo masculino e heptatlo feminino) e marcha atlética foi de 31 de dezembro de 2022 a 30 de junho de 2024, enquanto a maratona estabeleceu uma janela de qualificação anterior para Paris 2024 com duração entre 1 de novembro de 2022 e 30 de abril de 2024.
Nas corridas de maratona, qualquer atleta classificado acima do sexagésimo quinto lugar na lista filtrada "Road to Paris" em 30 de janeiro de 2024 foi considerado elegível para a seleção imediata para seu respectivo CON nos Jogos. Após o prazo, os vinte por cento restantes da cota total foram determinados pelos mesmos critérios de qualificação de via dupla descritos acima, sem deslocar nenhum atleta qualificado na data definida.

## Calendário
Os eventos de estrada (maratona e marcha atlética) realizaram suas corridas na sessão matinal do cronograma do atletismo, com todos os eventos de pista, campo e combinados realizando suas finais na sessão noturna pela primeira vez desde Londres 2012.
Em suas quatro décadas de história olímpica, a maratona feminina ocorreu pela primeira vez no último dia do programa de atletismo, com a masculina marcada para um dia antes. De acordo com Tony Estanguet, tricampeão olímpico de canoagem slalom e presidente do comitê organizador de Paris 2024, a inversão da ordem foi "uma ambição de mais igualdade de gênero e trazer as mulheres à tona pela primeira vez para que a maratona feminina aproveite grande visibilidade em 11 de agosto para encerrar o programa de atletismo".
| P | Preliminares | Q | Qualificatória | H | Elimintáriorias | R | Repescagem | ½ | Semifinals | F | Final |

| Masculino                                        | Masculino | Masculino | Masculino | Masculino | Masculino | Masculino | Masculino | Masculino | Masculino | Masculino | Masculino | Masculino | Masculino | Masculino | Masculino | Masculino | Masculino | Masculino | Masculino | Masculino | Masculino  | Masculino  | Masculino  | Masculino  |
| DataEvento                                       | Qui 1 ago | Qui 1 ago | Sex 2 ago | Sex 2 ago | Sáb 3 ago | Sáb 3 ago | Sáb 3 ago | Dom 4 ago | Dom 4 ago | Dom 4 ago | Seg 5 ago | Seg 5 ago | Ter 6 ago | Ter 6 ago | Qua 7 ago | Qua 7 ago | Qui 8 ago | Qui 8 ago | Sex 9 ago | Sex 9 ago | Sáb 10 ago | Sáb 10 ago | Dom 11 ago | Dom 11 ago |
| DataEvento                                       | M         | N         | M         | N         | M         | M         | N         | M         | N         | N         | M         | N         | M         | N         | M         | N         | M         | N         | M         | N         | M          | N          | M          | N          |
| ------------------------------------------------ | --------- | --------- | --------- | --------- | --------- | --------- | --------- | --------- | --------- | --------- | --------- | --------- | --------- | --------- | --------- | --------- | --------- | --------- | --------- | --------- | ---------- | ---------- | ---------- | ---------- |
| 100 m                                            |           |           |           |           | P         | E         |           |           | ½         | F         |           |           |           |           |           |           |           |           |           |           |            |            |            |            |
| 200 m                                            |           |           |           |           |           |           |           |           |           |           |           | E         | R         |           |           | ½         |           | F         |           |           |            |            |            |            |
| 400 m                                            |           |           |           |           |           |           |           |           | E         | E         | R         |           |           | ½         |           | F         |           |           |           |           |            |            |            |            |
| 800 m                                            |           |           |           |           |           |           |           |           |           |           |           |           |           |           | E         |           | R         |           | ½         |           |            | F          |            |            |
| 1500 m                                           |           |           | E         |           |           |           | R         |           | ½         | ½         |           |           |           | F         |           |           |           |           |           |           |            |            |            |            |
| 5000 m                                           |           |           |           |           |           |           |           |           |           |           |           |           |           |           | E         |           |           |           |           |           |            | F          |            |            |
| 10000 m                                          |           |           |           | F         |           |           |           |           |           |           |           |           |           |           |           |           |           |           |           |           |            |            |            |            |
| 110 m com barreiras                              |           |           |           |           |           |           |           | E         |           |           |           |           | R         |           |           | ½         |           | F         |           |           |            |            |            |            |
| 400 m com barreiras                              |           |           |           |           |           |           |           |           |           |           | E         |           | R         |           |           | ½         |           |           |           | F         |            |            |            |            |
| 3000 m com obstáculos                            |           |           |           |           |           |           |           |           |           |           |           | E         |           |           |           | F         |           |           |           |           |            |            |            |            |
| Revezamento 4x100 m                              |           |           |           |           |           |           |           |           |           |           |           |           |           |           |           |           | E         |           |           | F         |            |            |            |            |
| Revezamento 4x400 m                              |           |           |           |           |           |           |           |           |           |           |           |           |           |           |           |           |           |           | E         |           |            | F          |            |            |
| Maratona                                         |           |           |           |           |           |           |           |           |           |           |           |           |           |           |           |           |           |           |           |           | F          |            |            |            |
| 20 km marcha atlética                            | F         |           |           |           |           |           |           |           |           |           |           |           |           |           |           |           |           |           |           |           |            |            |            |            |
| Salto em altura                                  |           |           |           |           |           |           |           |           |           |           |           |           |           |           | Q         |           |           |           |           |           |            | F          |            |            |
| Salto com vara                                   |           |           |           |           |           |           | Q         |           |           |           |           | F         |           |           |           |           |           |           |           |           |            |            |            |            |
| Salto em distância                               |           |           |           |           |           |           |           | Q         |           |           |           |           |           | F         |           |           |           |           |           |           |            |            |            |            |
| Salto triplo                                     |           |           |           |           |           |           |           |           |           |           |           |           |           |           |           | Q         |           |           |           | F         |            |            |            |            |
| Arremesso de peso                                |           |           |           | Q         |           |           | F         |           |           |           |           |           |           |           |           |           |           |           |           |           |            |            |            |            |
| Lançamento de disco                              |           |           |           |           |           |           |           |           |           |           | Q         |           |           |           |           | F         |           |           |           |           |            |            |            |            |
| Lançamento de martelo                            |           |           | Q         |           |           |           |           |           | F         | F         |           |           |           |           |           |           |           |           |           |           |            |            |            |            |
| Lançamento de dardo                              |           |           |           |           |           |           |           |           |           |           |           |           | Q         |           |           |           |           | F         |           |           |            |            |            |            |
| Decatlo                                          |           |           | F         | F         | F         | F         | F         |           |           |           |           |           |           |           |           |           |           |           |           |           |            |            |            |            |
| Feminino                                         |           |           |           |           |           |           |           |           |           |           |           |           |           |           |           |           |           |           |           |           |            |            |            |            |
| DataEvento                                       | Qui 1 ago | Qui 1 ago | Sex 2 ago | Sex 2 ago | Sex 2 ago | Sáb 3 ago | Sáb 3 ago | Sáb 3 ago | Dom 4 ago | Dom 4 ago | Seg 5 ago | Seg 5 ago | Ter 6 ago | Ter 6 ago | Qua 7 ago | Qua 7 ago | Qui 8 ago | Qui 8 ago | Sex 9 ago | Sex 9 ago | Sáb 10 ago | Sáb 10 ago | Dom 11 ago | Dom 11 ago |
| DataEvento                                       | M         | N         | M         | M         | N         | M         | N         | N         | M         | N         | M         | N         | M         | N         | M         | N         | M         | N         | M         | N         | M          | N          | M          | N          |
| 100 m                                            |           |           | P         | E         |           |           | ½         | F         |           |           |           |           |           |           |           |           |           |           |           |           |            |            |            |            |
| 200 m                                            |           |           |           |           |           |           |           |           | E         |           | R         | ½         |           | F         |           |           |           |           |           |           |            |            |            |            |
| 400 m                                            |           |           |           |           |           |           |           |           |           |           | E         |           | R         |           |           | ½         |           |           |           | F         |            |            |            |            |
| 800 m                                            |           |           |           |           | E         | R         |           |           |           | ½         |           | F         |           |           |           |           |           |           |           |           |            |            |            |            |
| 1500 m                                           |           |           |           |           |           |           |           |           | E         |           |           |           |           |           | R         |           |           | ½         |           |           |            | F          |            |            |
| 5000 m                                           |           |           |           |           |           |           | E         | E         |           |           |           |           |           | F         |           |           |           |           |           |           |            |            |            |            |
| 10000 m                                          |           |           |           |           |           |           |           |           |           |           |           |           |           |           |           |           |           |           |           | F         |            |            |            |            |
| 100 m com barreiras                              |           |           |           |           |           |           |           |           |           |           |           |           |           |           | E         |           | R         |           | ½         |           |            | F          |            |            |
| 400 m com barreiras                              |           |           |           |           |           |           |           |           | E         |           | R         |           |           | ½         |           |           |           | F         |           |           |            |            |            |            |
| 3000 m com obstáculos                            |           |           |           |           |           |           |           |           |           |           |           |           | E         |           |           |           |           | F         |           |           |            |            |            |            |
| Revezamento 4x100 m                              |           |           |           |           |           |           |           |           |           |           |           |           |           |           |           |           | E         |           |           | F         |            |            |            |            |
| Revezamento 4x400 m                              |           |           |           |           |           |           |           |           |           |           |           |           |           |           |           |           |           |           | E         |           |            | F          |            |            |
| Maratona                                         |           |           |           |           |           |           |           |           |           |           |           |           |           |           |           |           |           |           |           |           |            |            | F          |            |
| 20 km marcha atlética                            | F         |           |           |           |           |           |           |           |           |           |           |           |           |           |           |           |           |           |           |           |            |            |            |            |
| Salto em altura                                  |           |           | Q         | Q         |           |           |           |           |           | F         |           |           |           |           |           |           |           |           |           |           |            |            |            |            |
| Salto com vara                                   |           |           |           |           |           |           |           |           |           |           | Q         |           |           |           |           | F         |           |           |           |           |            |            |            |            |
| Salto em distância                               |           |           |           |           |           |           |           |           |           |           |           |           | Q         |           |           |           |           | F         |           |           |            |            |            |            |
| Salto triplo                                     |           |           |           |           | Q         |           | F         | F         |           |           |           |           |           |           |           |           |           |           |           |           |            |            |            |            |
| Arremesso de peso                                |           |           |           |           |           |           |           |           |           |           |           |           |           |           |           |           | Q         |           |           | F         |            |            |            |            |
| Lançamento de disco                              |           |           |           |           | Q         |           |           |           |           | F         |           |           |           |           |           |           |           |           |           |           |            |            |            |            |
| Lançamento de martelo                            |           |           |           |           |           |           |           |           | Q         |           |           |           |           | F         |           |           |           |           |           |           |            |            |            |            |
| Lançamento de dardo                              |           |           |           |           |           |           |           |           |           |           |           |           |           |           | Q         |           |           |           |           |           |            | F          |            |            |
| Heptatlo                                         |           |           |           |           |           |           |           |           |           |           |           |           |           |           |           |           | F         | F         | F         | F         |            |            |            |            |
| Misto                                            |           |           |           |           |           |           |           |           |           |           |           |           |           |           |           |           |           |           |           |           |            |            |            |            |
| DataEvento                                       | Sex 2 ago | Sex 2 ago | Sáb 3 ago | Sáb 3 ago | Qua 7 ago | Qua 7 ago |           |           |           |           |           |           |           |           |           |           |           |           |           |           |            |            |            |            |
| DataEvento                                       | M         | N         | M         | N         | M         | N         |           |           |           |           |           |           |           |           |           |           |           |           |           |           |            |            |            |            |
| Revezamento 4x400 m                              |           | H         |           | F         |           |           |           |           |           |           |           |           |           |           |           |           |           |           |           |           |            |            |            |            |
| Revezamento misto da maratona de marcha atlética |           |           |           |           | F         |           |           |           |           |           |           |           |           |           |           |           |           |           |           |           |            |            |            |            |

## Nações participantes
Ao todo, 200 CONs enviaram seus atletas qualificados.

## Medalhistas
Masculino
| Evento                              | Ouro                                                                                              | Ouro        | Prata                                                                           | Prata        | Bronze | Bronze       |
| ----------------------------------- | ------------------------------------------------------------------------------------------------- | ----------- | ------------------------------------------------------------------------------- | ------------ | --- | ------------ |
| 100 metros detalhes                 | Noah Lyles USA Estados Unidos                                                                     | 9.79 (.784) | Kishane Thompson JAM Jamaica                                                    | 9.79 (.789)  | Fred Kerley USA Estados Unidos                                                                                           | 9.81         |
| 200 metros detalhes                 | Letsile Tebogo BOT Botsuana                                                                       | 19.46       | Kenny Bednarek USA Estados Unidos                                               | 19.62        | Noah Lyles USA Estados Unidos                                                                                            | 19.70        |
| 400 metros detalhes                 | Quincy Hall USA Estados Unidos                                                                    | 43.40       | Matthew Hudson-Smith GBR Grã-Bretanha                                           | 43.44        | Muzala Samukonga ZAM Zâmbia                                                                                              | 43.74        |
| 800 metros detalhes                 | Emmanuel Wanyonyi KEN Quênia                                                                      | 1:41.19     | Marco Arop CAN Canadá                                                           | 1:41.20      | Djamel Sedjati ALG Argélia                                                                                               | 1:41.50      |
| 1500 metros detalhes                | Cole Hocker USA Estados Unidos                                                                    | 3:27.65     | Josh Kerr GBR Grã-Bretanha                                                      | 3:27.79      | Yared Nuguse USA Estados Unidos                                                                                          | 3:27.80      |
| 5000 metros detalhes                | Jakob Ingebrigtsen NOR Noruega                                                                    | 13:13.66    | Ronald Kwemoi KEN Quênia                                                        | 13:15.04     | Grant Fisher USA Estados Unidos                                                                                          | 13:15.13     |
| 10000 metros detalhes               | Joshua Cheptegei UGA Uganda                                                                       | 26:43.14    | Berihu Aregawi ETH Etiópia                                                      | 26:43.44     | Grant Fisher USA Estados Unidos                                                                                          | 26:43.46     |
|                                     |                                                                                                   |             |                                                                                 |              | |              |
| 110 metros com barreiras detalhes   | Grant Holloway USA Estados Unidos                                                                 | 12.99       | Daniel Roberts USA Estados Unidos                                               | 13.09 (.085) | Rasheed Broadbell JAM Jamaica                                                                                            | 13.09 (.088) |
| 400 metros com barreiras detalhes   | Rai Benjamin USA Estados Unidos                                                                   | 46.46 =     | Karsten Warholm NOR Noruega                                                     | 47.06        | Alison dos Santos BRA Brasil                                                                                             | 47.26        |
| 3000 metros com obstáculos detalhes | Soufiane El Bakkali MAR Marrocos                                                                  | 8:06.05     | Kenneth Rooks USA Estados Unidos                                                | 8:06.41      | Abraham Kibiwot KEN Quênia                                                                                               | 8:06.47      |
|                                     |                                                                                                   |             |                                                                                 |              | |              |
| 4x100 metros detalhes               | Aaron Brown Jerome Blake Brendon Rodney Andre De Grasse CAN Canadá                                | 37.50       | Bayanda Walaza Shaun Maswanganyi Bradley Nkoana Akani Simbine RSA África do Sul | 37.57        | Jeremiah Azu Louie Hinchliffe Nethaneel Mitchell-Blake Zharnel Hughes Richard Kilty[EL] GBR Grã-Bretanha                 | 37.61        |
| 4x400 metros detalhes               | Christopher Bailey Vernon Norwood Bryce Deadmon Rai Benjamin Quincy Wilson[EL] USA Estados Unidos | 2:54.43     | Bayapo Ndori Busang Kebinatshipi Anthony Pesela Letsile Tebogo BOT Botsuana     | 2:54.53      | Alex Haydock-Wilson Matthew Hudson-Smith Lewis Davey Charlie Dobson Samuel Reardon[EL] Toby Harries[EL] GBR Grã-Bretanha | 2:55.83      |
|                                     |                                                                                                   |             |                                                                                 |              | |              |
| 20 km marcha atlética detalhes      | Brian Pintado ECU Equador                                                                         | 1:18:55     | Caio Bonfim BRA Brasil                                                          | 1:19:09      | Álvaro Martín ESP Espanha                                                                                                | 1:19:11      |
| Maratona detalhes                   | Tamirat Tola ETH Etiópia                                                                          | 2:06:26     | Bashir Abdi BEL Bélgica                                                         | 2:06:47      | Benson Kipruto KEN Quênia                                                                                                | 2:07:00      |
|                                     |                                                                                                   |             |                                                                                 |              | |              |
| Salto em altura detalhes            | Hamish Kerr NZL Nova Zelândia                                                                     | 2,36 m =    | Shelby McEwen USA Estados Unidos                                                | 2,36 m       | Mutaz Barsham QAT Catar                                                                                                  | 2,34 m       |
| Salto com vara detalhes             | Armand Duplantis SWE Suécia                                                                       | 6,25 m      | Sam Kendricks USA Estados Unidos                                                | 5,95 m =     | Emmanouil Karalis GRE Grécia                                                                                             | 5,95 m       |
| Salto em distância detalhes         | Miltiadis Tentoglou GRE Grécia                                                                    | 8,48 m      | Wayne Pinnock JAM Jamaica                                                       | 8,36 m       | Mattia Furlani ITA Itália                                                                                                | 8,34 m       |
| Salto triplo detalhes               | Jordan Díaz ESP Espanha                                                                           | 17,86 m     | Pedro Pichardo POR Portugal                                                     | 17,84 m      | Andy Díaz ITA Itália | 17,64 m      |
| Arremesso de peso detalhes          | Ryan Crouser USA Estados Unidos                                                                   | 22,90 m     | Joe Kovacs USA Estados Unidos                                                   | 22,15 m      | Rajindra Campbell JAM Jamaica                                                                                            | 22,15 m      |
| Lançamento de disco detalhes        | Rojé Stona JAM Jamaica                                                                            | 70,00 m     | Mykolas Alekna LTU Lituânia                                                     | 69,97 m      | Matthew Denny AUS Austrália                                                                                              | 69,31 m      |
| Lançamento de martelo detalhes      | Ethan Katzberg CAN Canadá                                                                         | 84,12 m     | Bence Halász HUN Hungria                                                        | 79,97 m      | Mykhaylo Kokhan UKR Ucrânia                                                                                              | 79,39 m      |
| Lançamento de dardo detalhes        | Arshad Nadeem PAK Paquistão                                                                       | 92,97 m     | Neeraj Chopra IND Índia                                                         | 89,45 m      | Anderson Peters GRN Granada                                                                                              | 88,54 m      |
|                                     |                                                                                                   |             |                                                                                 |              | |              |
| Decatlo detalhes                    | Markus Rooth NOR Noruega                                                                          | 8796 pts    | Leo Neugebauer GER Alemanha                                                     | 8748 pts     | Lindon Victor GRN Granada                                                                                                | 8711 pts     |

- EL. ↑EL Participaram apenas das eliminatórias, mas receberam medalhas

Feminino
| Evento                              | Ouro | Ouro     | Prata | Prata    | Bronze | Bronze   |
| ----------------------------------- | --- | -------- | --- | -------- | --- | -------- |
| 100 metros detalhes                 | Julien Alfred LCA Santa Lúcia | 10.72    | Sha'Carri Richardson USA Estados Unidos                                                                                   | 10.87    | Melissa Jefferson USA Estados Unidos | 10.92    |
| 200 metros detalhes                 | Gabrielle Thomas USA Estados Unidos | 21.83    | Julien Alfred LCA Santa Lúcia                                                                                             | 22.08    | Brittany Brown USA Estados Unidos | 22.20    |
| 400 metros detalhes                 | Marileidy Paulino DOM República Dominicana | 48.17    | Salwa Eid Naser BRN Bahrein                                                                                               | 48.53    | Natalia Kaczmarek POL Polônia | 48.98    |
| 800 metros detalhes                 | Keely Hodgkinson GBR Grã-Bretanha | 1:56.72  | Tsige Duguma ETH Etiópia                                                                                                  | 1:57.15  | Mary Moraa KEN Quênia | 1:57.42  |
| 1500 metros detalhes                | Faith Kipyegon KEN Quênia | 3:51.29  | Jessica Hull AUS Austrália                                                                                                | 3:52.56  | Georgia Bell GBR Grã-Bretanha | 3:52.61  |
| 5000 metros detalhes                | Beatrice Chebet KEN Quênia | 14:28.56 | Faith Kipyegon KEN Quênia                                                                                                 | 14:29.60 | Sifan Hassan NED Países Baixos | 14:30.61 |
| 10000 metros detalhes               | Beatrice Chebet KEN Quênia | 30:43.25 | Nadia Battocletti ITA Itália                                                                                              | 30:43.35 | Sifan Hassan NED Países Baixos | 30:44.12 |
|                                     | |          | |          | |          |
| 100 metros com barreiras detalhes   | Masai Russell USA Estados Unidos | 12.33    | Cyréna Samba-Mayela FRA França                                                                                            | 12.34    | Jasmine Camacho-Quinn PUR Porto Rico | 12.36    |
| 400 metros com barreiras detalhes   | Sydney McLaughlin-Levrone USA Estados Unidos | 50.37    | Anna Cockrell USA Estados Unidos                                                                                          | 51.87    | Femke Bol NED Países Baixos | 52.15    |
| 3000 metros com obstáculos detalhes | Winfred Yavi BRN Bahrein | 8:52.76  | Peruth Chemutai UGA Uganda                                                                                                | 8:53.34  | Faith Cherotich KEN Quênia | 8:55.15  |
|                                     | |          | |          | |          |
| 4x100 metros detalhes               | Melissa Jefferson Twanisha Terry Gabrielle Thomas Sha'Carri Richardson USA Estados Unidos                                                        | 41.78    | Dina Asher-Smith Imani-Lara Lansiquot Amy Hunt Daryll Neita Bianca Williams[EL] Desirèe Henry[EL] GBR Grã-Bretanha        | 41.85    | Alexandra Burghardt Lisa Mayer Gina Lückenkemper Rebekka Haase Sophia Junk[EL] GER Alemanha                                                           | 41.97    |
| 4x400 metros detalhes               | Shamier Little Sydney McLaughlin-Levrone Gabrielle Thomas Alexis Holmes Quanera Hayes[EL] Aaliyah Butler[EL] Kaylyn Brown[EL] USA Estados Unidos | 3:15.27  | Lieke Klaver Cathelijn Peeters Lisanne de Witte Femke Bol Eveline Saalberg[EL] Myrte van der Schoot[EL] NED Países Baixos | 3:19.50  | Victoria Ohuruogu Laviai Nielsen Nicole Yeargin Amber Anning Yemi Mary John[EL] Hannah Kelly[EL] Jodie Williams[EL] Lina Nielsen[EL] GBR Grã-Bretanha | 3:19.72  |
|                                     | |          | |          | |          |
| 20 km marcha atlética detalhes      | Yang Jiayu CHN China | 1:25:54  | María Pérez ESP Espanha                                                                                                   | 1:26:19  | Jemima Montag AUS Austrália | 1:26:25  |
| Maratona detalhes                   | Sifan Hassan NED Países Baixos | 2:22:55  | Tigst Assefa ETH Etiópia                                                                                                  | 2:22:58  | Hellen Obiri KEN Quênia | 2:23:10  |
|                                     | |          | |          | |          |
| Salto em altura detalhes            | Yaroslava Mahuchikh UKR Ucrânia | 2,00 m   | Nicola Olyslagers AUS Austrália                                                                                           | 2,00 m   | Eleanor Patterson AUS Austrália | 1,95 m = |
| Salto em altura detalhes            | Yaroslava Mahuchikh UKR Ucrânia | 2,00 m   | Nicola Olyslagers AUS Austrália                                                                                           | 2,00 m   | Iryna Herashchenko UKR Ucrânia | 1,95 m = |
| Salto com vara detalhes             | Nina Kennedy AUS Austrália | 4,90 m   | Katie Moon USA Estados Unidos                                                                                             | 4,85 m = | Alysha Newman CAN Canadá | 4,85 m   |
| Salto em distância detalhes         | Tara Davis-Woodhall USA Estados Unidos | 7,10 m   | Malaika Mihambo GER Alemanha                                                                                              | 6,98 m   | Jasmine Moore USA Estados Unidos | 6,96 m   |
| Salto triplo detalhes               | Thea LaFond DMA Dominica | 15,02 m  | Shanieka Ricketts JAM Jamaica                                                                                             | 14,87 m  | Jasmine Moore USA Estados Unidos | 14,67 m  |
| Arremesso de peso detalhes          | Yemisi Ogunleye GER Alemanha | 20,00 m  | Maddison Wesche NZL Nova Zelândia                                                                                         | 19,86 m  | Song Jiayuan CHN China | 19,32 m  |
| Lançamento de disco detalhes        | Valarie Allman USA Estados Unidos | 69,50 m  | Feng Bin CHN China | 67,51 m  | Sandra Elkasević CRO Croácia | 67,51 m  |
| Lançamento de martelo detalhes      | Camryn Rogers CAN Canadá | 76,97 m  | Annette Echikunwoke USA Estados Unidos                                                                                    | 75,48 m  | Zhao Jie CHN China | 74,27 m  |
| Lançamento de dardo detalhes        | Haruka Kitaguchi JPN Japão | 65,80 m  | Jo-Ané van Dyk RSA África do Sul                                                                                          | 63,93 m  | Nikola Ogrodníková CZE Chéquia | 63,68 m  |
|                                     | |          | |          | |          |
| Heptatlo detalhes                   | Nafissatou Thiam BEL Bélgica | 6880 pts | Katarina Johnson-Thompson GBR Grã-Bretanha                                                                                | 6844 pts | Noor Vidts BEL Bélgica | 6707 pts |

- EL. ↑EL Participaram apenas das eliminatórias, mas receberam medalhas

Misto
| Evento                               | Ouro                                                                                            | Ouro    | Prata                                                                       | Prata   | Bronze                                                                                             | Bronze  |
| ------------------------------------ | ----------------------------------------------------------------------------------------------- | ------- | --------------------------------------------------------------------------- | ------- | -------------------------------------------------------------------------------------------------- | ------- |
| 4x400 metros detalhes                | Eugene Omalla Lieke Klaver Isaya Klein Ikkink Femke Bol Cathelijn Peeters[EL] NED Países Baixos | 3:07.43 | Vernon Norwood Shamier Little Bryce Deadmon Kaylyn Brown USA Estados Unidos | 3:07.74 | Samuel Reardon Laviai Nielsen Alex Haydock-Wilson Amber Anning Nicole Yeargin[EL] GBR Grã-Bretanha | 3:08.01 |
| Maratona de marcha atlética detalhes | Álvaro Martín María Pérez ESP Espanha                                                           | 2:50:31 | Brian Pintado Glenda Morejón ECU Equador                                    | 2:51:22 | Rhydian Cowley Jemima Montag AUS Austrália                                                         | 2:51:38 |

- EL. ↑EL Participaram apenas das eliminatórias, mas receberam medalhas

Legenda
| Recorde mundial      | Recorde mundial (World record)               |                       | Recorde africano                      | Recorde africano (African) |                                           | Q | Classificado por posição (Qualified) |
| Recorde olímpico     | Recorde olímpico (Olympic record)            | Recorde da América    | Recorde da América (Americas)         | q                          | Classificado por melhor tempo (Qualified) |   |                                      |
| Melhor marca do ano  | Melhor marca do ano (World leading)          | Recorde asiático      | Recorde asiático (Asian)              | DNS                        | Não largou (Did not start)                |   |                                      |
| Recorde nacional     | Recorde nacional (National record)           | Recorde europeu       | Recorde europeu (European)            | DNF                        | Não terminou (Did not finish)             |   |                                      |
| Recorde pessoal      | Recorde pessoal do atleta (Personal best)    | Recorde da Oceania    | Recorde da Oceania (Oceania)          | DSQ / DQ                   | Desclassificado (Disqualified)            |   |                                      |
| Recorde da temporada | Recorde da temporada do atleta (Season best) | Recorde sul-americano | Recorde sul-americano (South America) | NM                         | Sem marca (No mark)                       |   |                                      |

## Quadro de medalhas

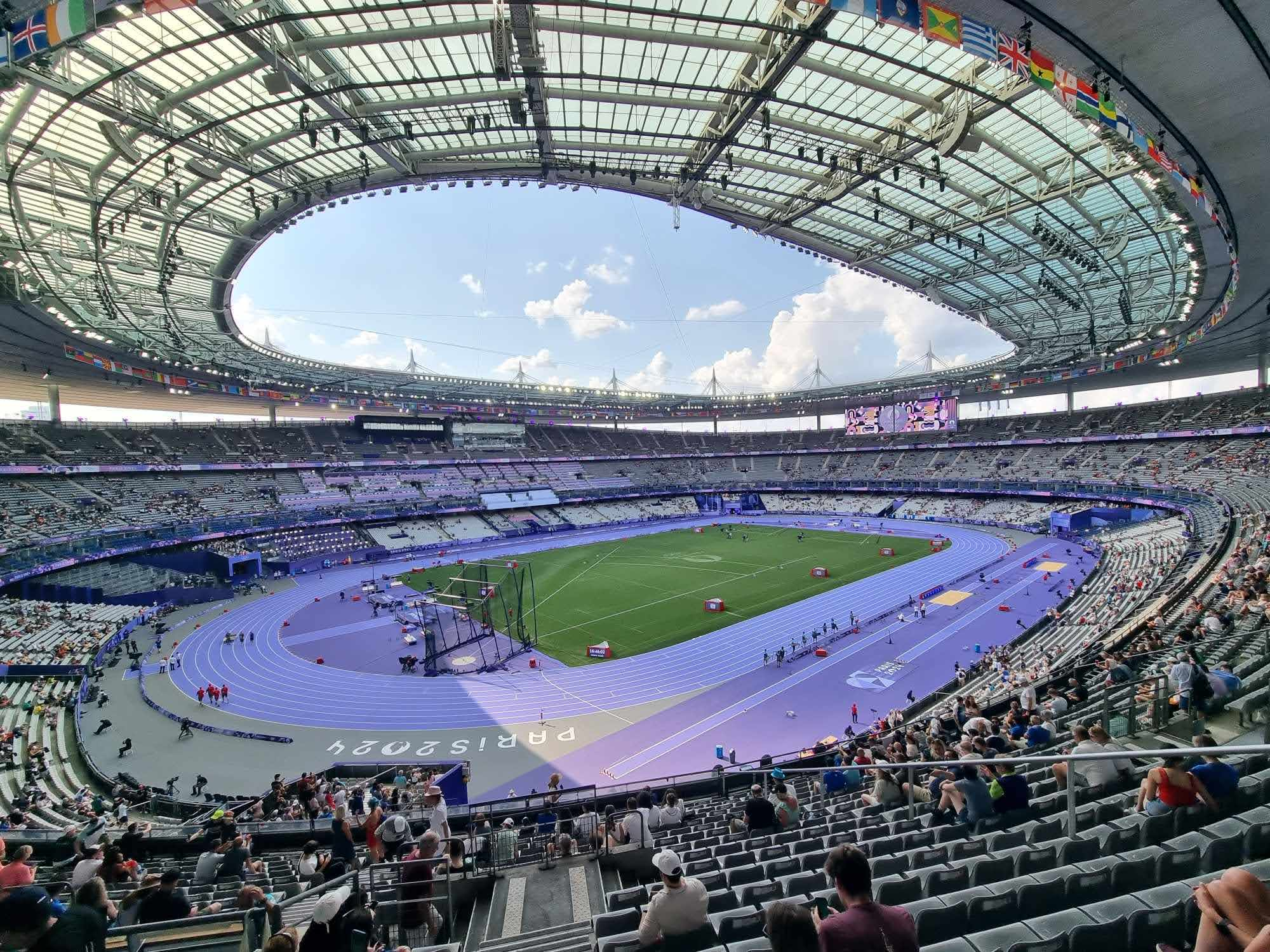
Stade de France durante as competições de campo e pista do atletismo

| Ordem | País                     | Medalha de ouro | Medalha de prata | Medalha de bronze |     | Ordem por total |
| ----- | ------------------------ | --------------- | ---------------- | ----------------- | --- | --------------- |
| 1     | USA Estados Unidos       | 14              | 11               | 9                 | 34  | 1               |
| 2     | KEN Quênia               | 4               | 2                | 5                 | 11  | 2               |
| 3     | CAN Canadá               | 3               | 1                | 1                 | 5   | 7               |
| 4     | ETH Etiópia              | 2               | 2                |                   | 4   | 8               |
| 5     | NED Países Baixos        | 2               | 1                | 3                 | 6   | 5               |
| 6     | ESP Espanha              | 2               | 1                | 1                 | 4   | 8               |
| 7     | NOR Noruega              | 2               | 1                |                   | 3   | 12              |
| 8     | GBR Grã-Bretanha         | 1               | 4                | 5                 | 10  | 3               |
| 9     | JAM Jamaica              | 1               | 3                | 2                 | 6   | 5               |
| 10    | AUS Austrália            | 1               | 2                | 4                 | 7   | 4               |
| 11    | GER Alemanha             | 1               | 2                | 1                 | 4   | 8               |
| 12    | CHN China                | 1               | 1                | 2                 | 4   | 8               |
| 13    | BEL Bélgica              | 1               | 1                | 1                 | 3   | 12              |
| 14    | BRN Bahrein              | 1               | 1                |                   | 2   | 16              |
|       | BOT Botsuana             | 1               | 1                |                   | 2   | 16              |
|       | ECU Equador              | 1               | 1                |                   | 2   | 16              |
|       | NZL Nova Zelândia        | 1               | 1                |                   | 2   | 16              |
|       | LCA Santa Lúcia          | 1               | 1                |                   | 2   | 16              |
|       | UGA Uganda               | 1               | 1                |                   | 2   | 16              |
| 20    | UKR Ucrânia              | 1               |                  | 2                 | 3   | 12              |
| 21    | GRE Grécia               | 1               |                  | 1                 | 2   | 16              |
| 22    | DMA Dominica             | 1               |                  |                   | 1   | 26              |
|       | JPN Japão                | 1               |                  |                   | 1   | 26              |
|       | MAR Marrocos             | 1               |                  |                   | 1   | 26              |
|       | PAK Paquistão            | 1               |                  |                   | 1   | 26              |
|       | DOM República Dominicana | 1               |                  |                   | 1   | 26              |
|       | SWE Suécia               | 1               |                  |                   | 1   | 26              |
| 28    | RSA África do Sul        |                 | 2                |                   | 2   | 16              |
| 29    | ITA Itália               |                 | 1                | 2                 | 3   | 12              |
| 30    | BRA Brasil               |                 | 1                | 1                 | 2   | 16              |
| 31    | FRA França               |                 | 1                |                   | 1   | 26              |
|       | HUN Hungria              |                 | 1                |                   | 1   | 26              |
|       | IND Índia                |                 | 1                |                   | 1   | 26              |
|       | LTU Lituânia             |                 | 1                |                   | 1   | 26              |
|       | POR Portugal             |                 | 1                |                   | 1   | 26              |
| 36    | GRN Granada              |                 |                  | 2                 | 2   | 16              |
| 37    | ALG Argélia              |                 |                  | 1                 | 1   | 26              |
|       | QAT Catar                |                 |                  | 1                 | 1   | 26              |
|       | CZE Chéquia              |                 |                  | 1                 | 1   | 26              |
|       | CRO Croácia              |                 |                  | 1                 | 1   | 26              |
|       | POL Polônia              |                 |                  | 1                 | 1   | 26              |
|       | PUR Porto Rico           |                 |                  | 1                 | 1   | 26              |
|       | ZAM Zâmbia               |                 |                  | 1                 | 1   | 26              |
| TOTAL | TOTAL                    | 48              | 48               | 49                | 145 | —               |